# 언어란 육군과 해군을 가진 방언
"언어는 군대와 해군을 가진 방언이다", 때로는 바인라이히의 재치라고도 불리는 이 말은 방언과 언어 사이의 구분의 자의성에 대한 재치 있는 말이다. 이 말은 사회적, 정치적 조건이 언어 또는 방언의 지위에 대한 공동체의 인식에 미칠 수 있는 영향을 지적한다. 이 재치 있는 격언은 사회언어학자이자 이디시어 학자인 막스 바인라이히에 의해 대중화되었는데, 그는 1940년대에 자신의 강연에서 청중 중 한 명으로부터 이 말을 들었다.

## 바인라이히
이 진술은 이디시어 언어학 전문가인 막스 바인라이히에게서 비롯된 것으로 알려져 있으며, 그는 이를 이디시어로 표현했다.
אַ שפּראַך איז אַ דיאַלעקט מיט אַן אַרמיי און פֿלאָט
a shprakh iz a dyalekt mit an armey un flot

가장 초기에 알려진 출판된 자료는 바인라이히의 기사 "Der YIVO un di problemen fun undzer tsayt" (דער ייִוואָ און די פּראָבלעמען פֿון אונדזער צײַט "YIVO는 전후 세계에 직면하다"; 문자 그대로 "YIVO와 우리 시대의 문제")인데, 원래 1945년 1월 5일 연례 YIVO 컨퍼런스에서 연설로 발표되었다. 바인라이히는 영어 버전을 제공하지 않았다.
이 기사에서 바인라이히는 1943년 12월 13일부터 1944년 6월 12일 사이에 진행된 강연 시리즈에서 한 청중의 발언으로 이 진술을 제시한다.
틀:Bq
그의 강연에서 그는 언어적인 것뿐만 아니라 "이디쉬카이트" (ייִדישקייט – 문자 그대로 유대성)에 대한 더 넓은 개념을 논한다.
사회언어학자이자 이디시 학자인 조슈아 피시먼은 자신이 바인라이히 강연의 청중이었을 수도 있다고 제안했다. 그러나 피시먼은 1967년 컨퍼런스에서 교환이 이루어졌다고 가정했는데, 이는 YIVO 강연(1945년)보다 20년 이상 늦은 시점이며, 어떤 경우에도 위에서 설명한 바인라이히의 묘사와는 맞지 않는다.

## 기타 언급
일부 학자들은 앙투안 메이예가 이전에 언어는 군대를 가진 방언이라고 말했다고 믿지만, 이에 대한 현대적 문서는 없다.
장 라퐁스는 2004년에 이 문구가 아카데미 프랑세즈 회의에서 위베르 리오테이 (1854–1934)에게 "la petite histoire" (본질적으로 일화)로 귀속되었다고 언급했다. 라퐁스는 이 격언을 "la loi de Lyautey" ('리오테이의 법칙')라고 불렀다.
랜돌프 쿼크는 이 정의를 "언어는 군대와 깃발을 가진 방언이다"로 각색했다.

## 선행 개념
1589년, 조지 푸트넘은 언어 품종과 달리 언어 정의의 정치적 성격에 대해 비슷한 언급을 했다. "언어가 공동의 이해에 완전히 맞춰지고 한 국가와 민족의 동의로 받아들여지면, 그것은 언어라고 불린다."

## 같이 보기
- 압슈탄트-아우스바우 언어
- 방언연속체
- 언어 분리주의

## 추가 자료
- John Edwards (2009). 《Language and identity: an introduction》. Cambridge University Press. ISBN 978-0-521-69602-9.
- John Earl Joseph (2004). 《Language and identity: national, ethnic, religious》. Palgrave Macmillan. ISBN 978-0-333-99752-9.
- Robert McColl Millar (2005). 《Language, nation and power: an introduction》. Palgrave Macmillan. ISBN 978-1-4039-3971-5.
- Alexander Maxwell (2018). When Theory is a Joke: The Weinreich Witticism in Linguistics (pp 263–292). Beiträge zur Geschichte der Sprachwissenschaft. Vol 28, No 2.